# Lundström Knoll
Der Lundström Knoll ist ein rund 1400 m hoher und felsiger Hügel im ostantarktischen Coatsland. In der Shackleton Range ragt nordöstlich der Chevreul-Kliffs im Pioneers Escarpment auf.
Luftaufnahmen entstanden 1967 durch die United States Navy, der British Antarctic Survey nahm zwischen 1968 und 1971 Vermessungen vor. Das UK Antarctic Place-Names Committee benannte ihn 1972 nach dem schwedischen Erfinder Johan Edvard Lundström (1815–1888), der 1855 das erste funktionstüchtige Sicherheitsstreichholz entwickelt hatte.